# Redowa

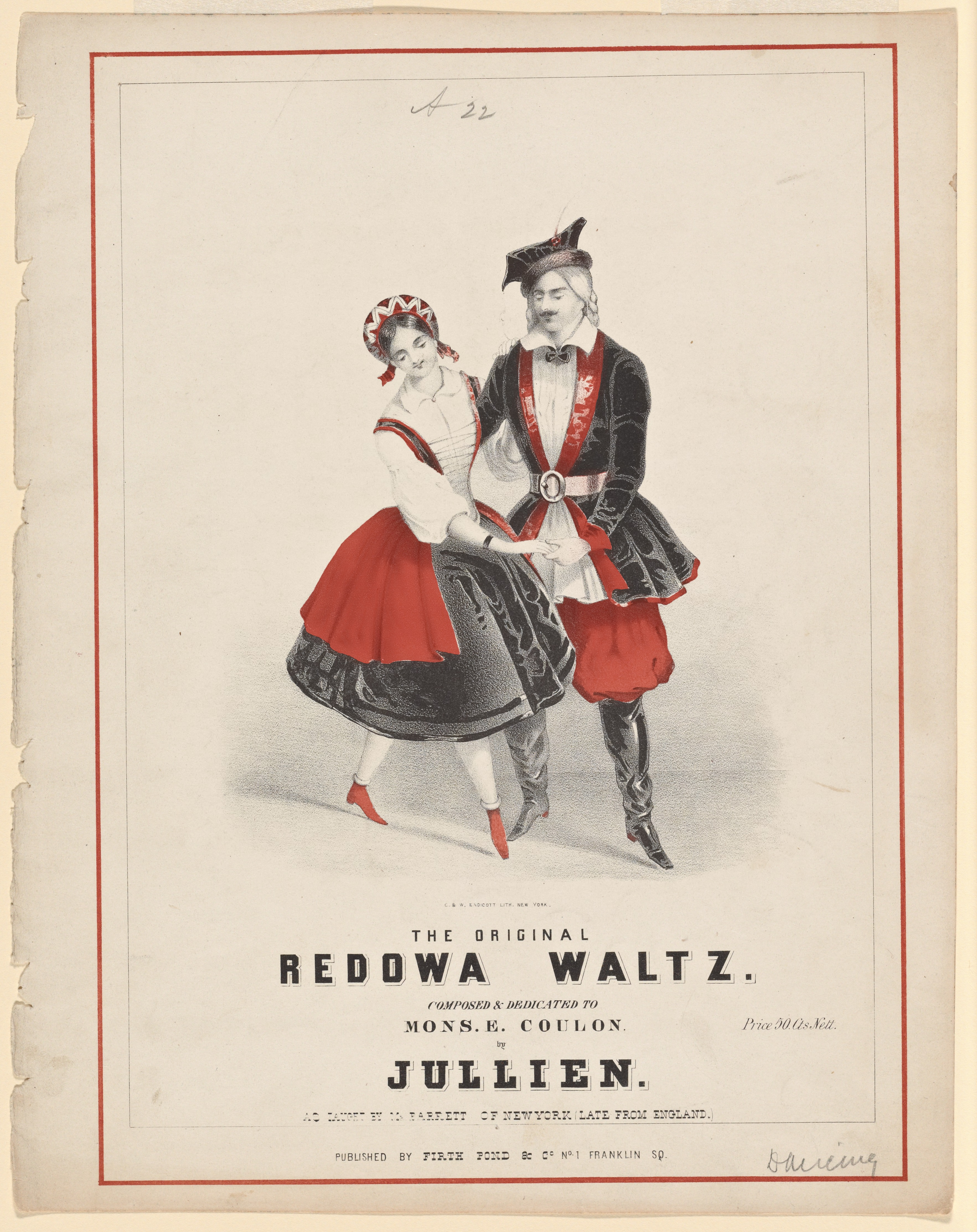
"The original Redowa waltz" ; par Jullien

La redowa est une danse lente à trois temps, parente de la mazurka, constituée de pas de polka et de valse, qui s'est diffusée un peu partout dans le monde au cours des années 1840. Elle fait partie, avec la scottish, la valse lente, la valse à cinq temps et la varsovienne, et des variations de la valse, de la mazurka et du galop, des danses en couple qui sont apparues dans le sillage de la « polkamania », afin de satisfaire la demande des danseurs de salon.
Il n'existe pas d'étude d'ensemble à son sujet, et encore qu'elle a été codifiée par divers maîtres de danse et par divers compositeurs de musique, il semble que ses principes ont fait l'objet d'interprétation diverses.

## Origine
Il n'existe pas de source fiable à propos de son origine. Elle semble avoir été l'œuvre conjointe du compositeur parisien Louis Chledowski dont personne n'a jamais écrit la biographie, et d'Henri Cellarius pour le pas et les figures de danse. Par l'accentuation des temps, la composition était une valse, et si le pas et les figures ont été diffusées au travers des réseaux commerciaux d'Henri Cellarius, les compositeurs locaux semblent avoir très librement interprétée la composition. Sa descendance d'une danse folklorique tchèque nommée « rejdovák » a été répandu par le « Moniteur de la mode » du 10 janvier 1846, mais cette filiation semble plus présumée que démontrée.
La rejdovák (ou rejdovak dans la littérature anglophone) est une danse d'origine rurale qui a été pratiquée dans les salles de danse de Prague à la fin des années 1820 et au début des années 1830. L'universitaire Anton Müller, critique d'art, et journaliste du supplément Bohemia (de) de la Prager Zeitung, demande son avis, dans une lettre qu'il lui adresse, à Julius Maximilian Schottky (de) dont il publie la réponse le 7 février 1830, à propos d'un poème, écrit par Harro Paul Harring, qui traitait de la reydowak et qui la décrivait comme un affront à la décence, qu'il avait demandé à l'auteur de remanier.

## La composition

### En France
Dans son « Art de composer et d'exécuter la musique légère », publié en 1852 réédité, longtemps après son décès, en 1887, Gatien Marcailhou la décrit comme une variante de la mazurka, comme elle d'une mesure « trois quatre » 
, mais dont le temps accentué (celui qui contient les notes marquées) est le troisième et non le second de chaque mesure.
Il conseille de la structurer à partir de trois phrases de huit mesures et de la terminer par un coda de huit à seize mesures, que l'on exécute de la manière suivante :
- Phrase 1 (huit mesures),
- Phrase 2 (huit mesures),
- Phrase 1 (huit mesures),
- Phrase 3 (huit mesures),
- Phrase 1 (huit mesures),
- Coda (en principe de huit mesures).

### Au Mexique

#### El naranjo
La redova « El naranjo », composée par Antonio Tanguma Guajardo, présentée par son arrière-petit-fils, Antonio Tanguma Jr., comme tenu des particularités liées au contexte instrumental et aux besoins de simplification nécessaire à sa présentation pédagogique, suit assez fidèlement les règles exposées par Gatien Marcailhou en 1852,.

## Acceptation sociale

### En France

#### Dans la société
Elle semble avoir, comme toutes les danses du même type, avoir connu un succès populaire rapide, mais avoir peiné à conquérir la « bonne société ». Henri Cellarius note, en 1847, que l'on en parle plus que l'on ne la danse, sans doute parce que le pas de « basque polonais » recommandé par les maîtres de danse de salon, exigeait de disposer d'une salle de bal d'une certaine taille.

#### Pâtisserie
La redowa a donné son nom a un gâteau probablement oublié aujourd'hui qui se compose d'un fond de pâte à Napolitain qu'une fois cuit, on abricote, que l'on glaçait au sucre glace et au kirsch, et que l'on décorait d'une demie orange amère confite et de cerises, elles aussi confites.

### Aux États-Unis
Le musicologue Oscar Comettant a observé, entre 1852 à 1855, que la polka, la polka-mazurka, la redowa, la scottische (qu'il nomme « schottisch »), le quadrille et la gigue sont pratiquées partout et par toutes les classes de la société. La gigue, dans sa variante américaine pique sa curiosité, mais les autres danses n'appellent aucun commentaire particulier de sa part,.
On voit apparaître, dès 1851 au moins, la polka-redowa qui est d'après la plupart des observateurs, une danse qui utilise un pas de polka, une accentuation et un tempo de redowa. Les bibliothèques publiques américaines conservent plus de 100 partitions de polka-redowas qui ont été composées entre 1851 et 1884, dont la très curieuse « Yankee Doodle redowa polka », composée pour le piano, en 1852, par Elbert Anderson.

### Au Mexique
Au Mexique, la redowa, le plus souvent connue sous le nom de « redova », et la scottish, appelée « chotis », ont été intégrées aux musiques folkloriques, traditionnelles ou modernes qui constituent la musique norteña.
On se perd un peu, faute de documentation dument nomenclaturée ou d'ouvrages détaillés sur le sujet, sur l'origine de leur popularité dans les États du nord du Mexique. Certains y voient l'effet de l'immigration des Allemands et des Tchèques au Texas, et dans les États de Nuevo León et de Tamaulipas à l'époque où elles étaient à la mode en Europe et aux États-Unis.
D'autres ont voulu y voir un effet de l'intervention française. D'autres enfin, y voient un effet de la survalorisation culturelle de tout ce qui était européen, par la haute société, pendant la dictature de Porfirio Díaz. Les compositeurs des redovas et des chotis qui font partie du patrimoine musical national, sont néanmoins quasiment tous mexicains.
La redowa a probablement d'abord pénétré, et presque en même temps qu'en Europe ou aux États-Unis, les milieux, fanatiques de nouveautés européennes, de la haute société et parfois même dans les salles de bal des grandes propriétés agricoles, avant de connaître une éclipse, encore que le musicologue Vicente T. Mendoza, dans son ouvrage « La Cancion Mexicana: Ensayo De Clasificacion », (La chanson Mexicaine, Essais de Classification) en a collecté deux, et de réémerger en tant que danse traditionnelle. Mais comme pour la danse appelée « baile calabaceado » en Basse Californie, les processus d'appropriation collective sont soumis à des influences diverses, sujets à de modes plus ou moins passagères, et sont parfois déroutants.
Le musicologue Américo Paredes a recueilli, en 1954, dans le sud du Texas, auprès d'un informateur qui n'était pas un musicien professionnel, une chanson appelée « La Redova de Don Porfirio », prétendument composée par le dictateur mexicain Porfirio Díaz et qui n'est au fond qu'une chanson d'amour dans laquelle un dandy du XIXe siècle, ne parviendrait pas à reconnaitre une rédowa. La manière d'exécuter les polkas, les chotis, les rédovas a été fortement influencée, depuis le début des années 1960 par le « Huapango Tamaulipeco » ou « Huapango Noteño » dont la forme actuelle, réputée traditionnelle, notamment dans le cadre du baile calabaceado, doit beaucoup aux succès cinématographiques et musicaux d'Eulalio « El Piporro » González (es). Plus récemment, ces interprétations, et la manière de les danser, ont subi l'attraction pour la « Cumbia norteña », ou pour la musique country et la square dance américaines.

## Préservation

### En France
- La redowa fait partie des danses reconstituées et représentées par la « Compagnie Révérences[note 13]»[20].
- Une danse répondant au nom de « redowa » a été collectée dans les années 1970 à Samatan (Gers). Elle combine deux pas de mazurka avec de la scottish[21].

### Aux États-Unis

#### Au Texas
Jose "EI Patrullero" Moreno, surnommé El Fidelero Del Valle (le violoneux de la vallée), et dont le conjunto possède la particularité de remplacer souvent l'accordéon par le violon ou la mandoline en tant qu'instrument porteur de la mélodie, possède plusieurs rédowas à son répertoire, notamment « El Cipres » et « Rosa Patricia ».

### Au Mexique

#### Chihuahua
Le « Ballet Folklórico de Bryan Maldonado », qui se produit aussi dans les états de Jalisco, Nuevo León et Tamaulipas, inclut dans son répertoire des chotis, cuadrillas, redova et des polkas.

#### Nuevo León
Dans l'état de Nuevo León, les redovas figurent le plus souvent au répertoire de groupes musicaux dont le type est appelé conjunto norteño, mais sont aussi présentées par des troupes de danses folkloriques. Les redovas populaires le plus souvent mentionnées sont :
- De China a Bravo[note 16],
- De Progreso A Rio Rico[27],
- El Naranjo,
- La Mazorca[28],
- Los Jacalitos[29].

## Rédowas classiques
- Arthur Saint-Léon et Fanny Cerrito dansent une redowa-polka dans le ballet La Vivandière, à Londres en 1844.
- Jacques Offenbach compose une redowa pour La Vie parisienne en 1867.